# Burqa (Ramal·lah)
Burqa (àrab: بُرقة, Burqa) és una vila palestina en la governació de Ramal·lah i al-Bireh al centre de Cisjordània, situada 6 kilòmetres a l'est de Ramal·lah. Segons l'Oficina Central d'Estadístiques de Palestina (PCBS), tenia 2.675 habitants en 2016.

## Història
En 1596 Burqa apareix als registres fiscals otomans com a part de la nàhiya d'al-Quds al liwà homònim. Tenia una població de 28 llars musulmanes. Els vilatans van pagaven una taxa impositiva fixa del 33,3% en diversos productes agrícoles, com blat, ordi, olives, fruiters, cabres i / o ruscs; un total de 4.940 akçe.
L'erudit estatunidenc Edward Robinson assenyalà en 1838 que la vila, «alçada al costat de la costa,» mentre que en 1863 l'explorador francès Victor Guérin va trobar que contenia prop de trenta cases. També va assenyalar un santuari musulmà dedicat a xeic Youseph.
Una llista de pobles otomans de 1870 va mostrar que Burka tenia 152 habitants, amb un total de 31 cases, tot i que el nombre de població només incloïa homes. En 1883 el Survey of Western Palestine del Fons per a l'Exploració de Palestina va descriure Burkah com «un poble de grans dimensions que es troba dalt d'un vessant desnivell, amb una font a la vall al sud.»
En 1896 la població de Burka era estimada en 270 persones.

### Època del Mandat Britànic
En el cens de Palestina de 1922, organitzat per les autoritats del Mandat Britànic, la població de Burqa era de 268 musulmans, incrementats en el cens de 1931 a 320 musulmans en 66 cases.
En 1945 la població era de 380 musulmans, mentre que l'àrea total de terra era de 6.001 dúnams, segons una enquesta oficial de terra i població. D'aquests, 1,297 dúnams eren per a plantacions i regadiu, 2,460 per a cereals, mentre 22 dúnams eren sòl urbanitzat.

### Després de 1948
En la vespra de guerra araboisraeliana de 1948, i després dels acords d'armistici araboisraelians de 1949, Burqa fou ocupada pel regne haixemita de Jordània. Després de la Guerra dels Sis Dies de 1967 va romandre sota l'ocupació israeliana. Des de setembre de 1995, la regió immediata, ara coneguda com a Àrea B, Àrea C.
L'assentament de Migron (Mateh Binyamin) està situat a l'est de Burqa, sobre terrenys registrats com a propietat privada dels habitants de Burqa i Deir Dibwan. En 2012 Migron fou evacuat i des d'aleshores l'àrea està deserta.